# Casse (film, 2013)
Pour les articles homonymes, voir Casse.
Pour plus de détails, voir Fiche technique et Distribution.
Casse est un documentaire français réalisé par Nadège Trebal et sorti en 2013.

## Fiche technique
Source : dossier de presse
- Titre : Casse
- Réalisation : Nadège Trebal
- Scénario : Nadège Trebal
- Photographie : Olivier Guerbois
- Son : Dana Farzanehpour et Yohann Angel
- Musique : Luc Meilland
- Montage : Cédric Le Floc'h
- Sociétés de production : HVH films - Maïa Cinéma - Neon Productions
- Pays d'origine :  France
- Lieu de tournage : Athis-Mons
- Genre : documentaire
- Durée : 87 minutes
- Date de sortie : France - 1er octobre 2014

## Sélections en festivals
- 2013 : Festival de Belfort[1]

Sélection au Festival de Berlin 2014
Section " Forum"